# Congochromis
Genre
Congochromis est un genre de poissons d'eau douce de la famille des Cichlidae (ordre des Cichliformes). 

## Répartition
Les espèces du genre Congochromis se rencontrent en Afrique.

## Description
Ces espèces sont territoriales en période de reproduction, particulièrement en espace clos tel que les aquariums ; toutes sont pondeuses sur substrat. Il existe des variantes géographiques qui influent sur les caractéristiques méristiques et la coloration. Ce genre est assez proche de Pelvicachromis, également connu en aquariophilie.

## Liste des espèces
Selon World Register of Marine Species (22 avril 2024) :
- Congochromis dimidiatus (Pellegrin, 1900)
- Congochromis pugnatus Stiassny & Schliewen, 2007
- Congochromis robustus Lamboj, 2012
- Congochromis sabinae (Lamboj, 2005)
- Congochromis squamiceps (Boulenger, 1902) - espèce type

## Classification
Le nom valide complet (avec auteur) de ce taxon est Congochromis Stiassny (d) & Schliewen (d), 2007,. Son espèce type est Congochromis squamiceps.

## Publication originale
- (en) Melanie L. J. Stiassny et Ulrich K. Schliewen, « Congochromis, a New Cichlid Genus (Teleostei: Cichlidae) from Central Africa, with the Description of a New Species from the Upper Congo River, Democratic Republic of Congo », American Museum Novitates, New York, Musée américain d'histoire naturelle, no 3576,‎ 2 juillet 2007, p. 1-14 (ISSN 0003-0082 et 1937-352X, OCLC 47720325, DOI 10.1206/0003-0082(2007)3576[1:CANCGT]2.0.CO;2, lire en ligne).